# Прозоров, Георгий Николаевич
Георгий Николаевич Прозоров — советский хозяйственный, государственный и политический деятель, Герой Социалистического Труда.

## Биография
Родился в 1936 году в городе Ижевске. Член КПСС.
С 1956 года — на хозяйственной, общественной и политической работе. В 1956—1996 гг. — строитель, бригадир комплексной бригады строительного управления № 13 комсомольско-молодёжного треста «Мегионгазстрой» Министерства строительства предприятий нефтяной и газовой промышленности СССР.
Указом Президиума Верховного Совета СССР от 21 февраля 1986 года за выдающиеся производственные достижения, большой личный вклад в досрочное выполнение заданий одиннадцатой пятилетки по сооружению объектов нефтяной и газовой промышленности в Западной Сибири и проявленный трудовой героизм присвоено звание Героя Социалистического Труда с вручением ордена Ленина и золотой медали «Серп и Молот».
Делегат XXVII съезда КПСС.
Умер в Нижневартовске в 2021 году.